# Hanvest Holding
Die Hanvest Holding GmbH ist die Holding-Gesellschaft der Familie Hankammer, die hauptsächlich zum Erwerb und Halten von Beteiligungen an anderen Gesellschaften und zur Verwaltung des eigenen Vermögens genutzt wird. Die bekanntesten Unternehmen der Hanvest Holding sind das Familienunternehmen Brita und – über eine Tochtergesellschaft – das Profifußballunternehmen SV Wehen Wiesbaden.

## Geschichte
Die Hanvest Holding wurde am 25. November 1977 von Heinz Hankammer (1931–2016), dem Gründer des Trinkwasserfilterherstellers Brita, gegründet und ist seither beim Amtsgericht Wiesbaden in das Handelsregister eingetragen. Unternehmensgegenstand ist der Erwerb und das Halten von Beteiligungen an anderen Gesellschaften, die Verwaltung des eigenen Vermögens und die Einbringung von Dienstleistungen an Gesellschafter und Gesellschaften der Hanvest-Gruppe sowie an externe Dritte. Der Sitz der Holding befindet sich im hessischen Taunusstein; sie wird vom Geschäftsführer Markus Hankammer, dem Sohn von Heinz Hankammer, geleitet. Während des Geschäftsjahres 2018 beschäftigte die Holding im Durchschnitt 7 Mitarbeiter.

## Beteiligungen (Auswahl)
Die Hanvest Holding war im Geschäftsjahr 2018 an 16 inländischen und 28 ausländischen Tochtergesellschaften beteiligt. Im gesamten Konzern wurden im Geschäftsjahr 2016 1.595 Mitarbeiter beschäftigt. Nachfolgend eine Auflistung der bekanntesten Beteiligungen (Stand: Geschäftsjahr 2016):
| Unternehmen                                                                                       | Anteil | Bemerkung |
| ------------------------------------------------------------------------------------------------- | ------ | --- |
| Brita GmbH                                                                                        | 100 %  | Weltmarktführer für Wasserfiltersysteme und Tisch-Wasserfilter |
| Stadion Berliner Straße GmbH & Co. KG → Stadion Berliner Straße Verwaltungs-GmbH (Komplementärin) | 100 %  | Eigentümerin und Betreiberin der Brita-Arena |
| SV Wehen 1926 Wiesbaden GmbH                                                                      | 90 %   | Beteiligung läuft über die FI Fußball Invest GmbH & Co. KG. Die übrigen 10 % hält der SV Wehen 1926-Taunusstein e. V., der auf der Gesellschafterversammlung gemäß der 50+1-Regel die Stimmenmehrheit innehat |